# Вулька-Кольчинська
Вулька-Кольчинська (пол. Wólka Kolczyńska) — село в Польщі, у гміні Юзефув-над-Віслою Опольського повіту Люблінського воєводства.
Населення — 228 осіб (2011).

## Демографія
Демографічна структура станом на 31 березня 2011 року:
|          | Загалом | Допрацездатний вік | Працездатний вік | Постпрацездатний вік |
| -------- | ------- | ------------------ | ---------------- | -------------------- |
| Чоловіки | 116     | 16                 | 83               | 17                   |
| Жінки    | 112     | 18                 | 61               | 33                   |
| Разом    | 228     | 34                 | 144              | 50                   |